# Lampaseh Krueng
Lampaseh Krueng is een bestuurslaag in het regentschap Aceh Besar van de provincie Atjeh, Indonesië. Lampaseh Krueng telt 593 inwoners (volkstelling 2010).